# NGC 4778
NGC 4778 је лентикуларна галаксија у сазвежђу Девица која се налази на NGC листи објеката дубоког неба.
Деклинација објекта је - 9° 12' 14" а ректасцензија 12h 53m 5,7s. Привидна величина (магнитуда) објекта NGC 4778 износи 12,7 а фотографска магнитуда 13,6. NGC 4778 је још познат и под ознакама NGC 4759B, MCG -1-33-37, HCG 62A, PGC 43757.